# Vadim Menkov
Vadim Yuryevich Menkov, född den 12 februari 1987 i Tojtepa i Uzbekiska SSR i Sovjetunionen (nu Nurafshon i Uzbekistan), är en uzbekisk kanotist.
Han tog bland annat VM-guld i C-1 1000 meter i samband med sprintvärldsmästerskapen i kanotsport 2010 i Poznań.